# Katolikus Szeretetszolgálat
A Katolikus Szeretetszolgálat (korábbi nevén Római Katolikus Egyházi Kegydíjasok és Betegek Szeretetszolgálata (EKBESZ), majd Római Katolikus Egyházi Szeretetszolgálat) 1950. augusztus 29-én jött létre az állam és az egyház közötti megállapodás aláírásával, az ún. Paritásos Bizottság létrehozásával. Az ekkor az állam által kijelölt öt rendházba (Bakonybél, Csákvár, Gyón, Jászberény, Jánoshida) száműzött idős, beteg szerzetesek ellátásának céljával, illetve a munkaképesek elhelyezését segítendő a Magyar Katolikus Püspöki Konferencia 1951-ben létrehozta az önálló Szeretetszolgálatot.
Az idősotthonok fenntartása mellett a Szeretetszolgálat hamar a szociálisan rászorulók (nem segélyszervezeti) ellátása felé fordult:
- megalapította a Szolidaritás Háziipari Szövetkezetet és az Ostya- és Templomellátó Bizottságot,[2]
- új, egyházi fenntartású intézményeket indított idősek számára,
- a fogyatékkal élő gyermekek, majd felnőttek ellátására,[3]
- az idős egyházmegyés papok számára,
- illetve alkoholproblémával küzdők megsegítésére.

## Napjainkban
A Szeretetszolgálat a Katolikus Egyház szociális szakmai szervezete, módszertani intézménye is - mint ilyen, a legrégebben folyamatosan működő egyházi szociális szakmai szervezet Hazánkban. Módszertani központként 190-nél több intézményt képvisel és segít.

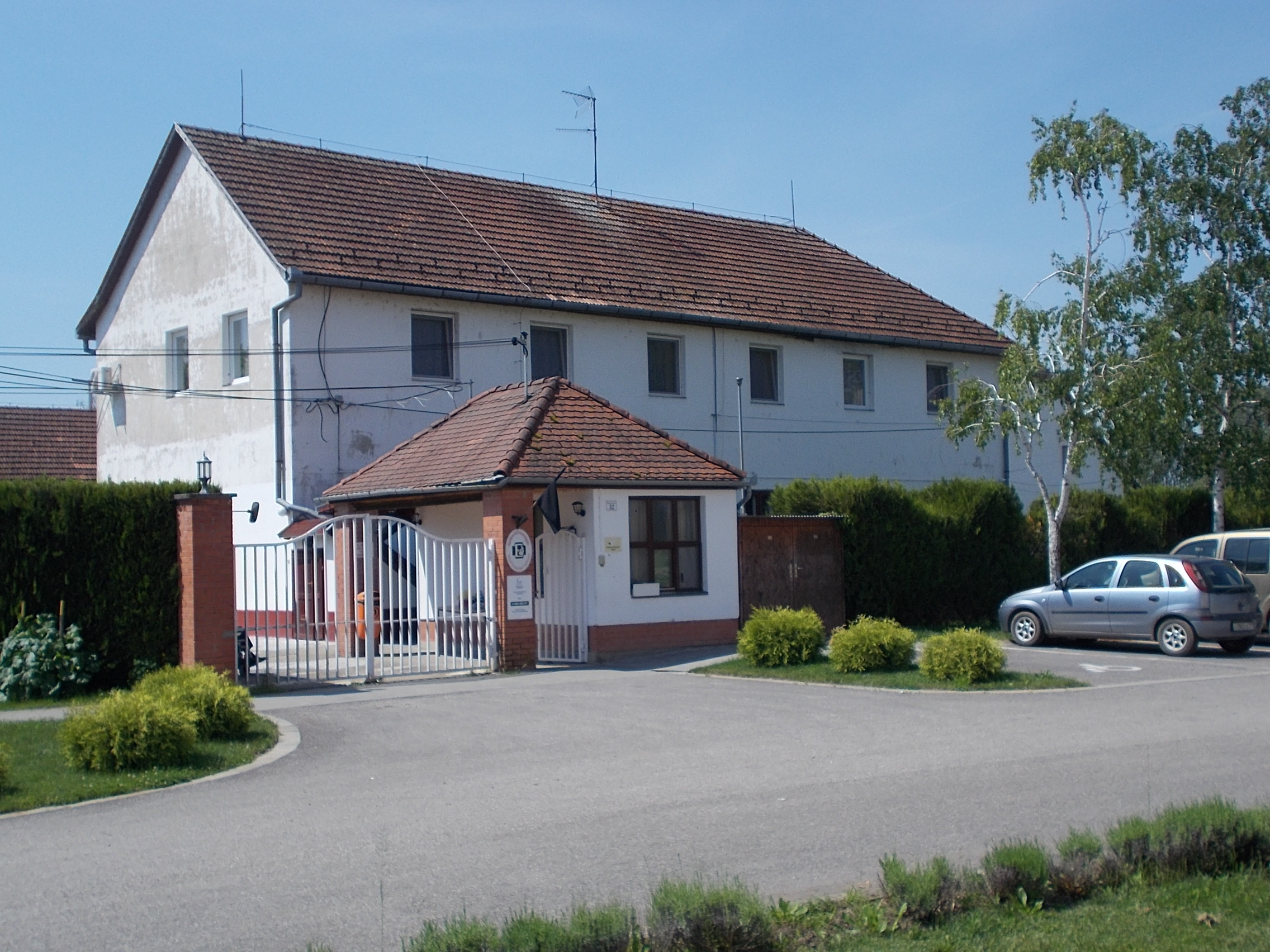
A Katolikus Szeretetszolgálat Szent Erzsébet Otthona, Ipolytölgyes

Közvetlen fenntartásában működő intézmények:
- Katolikus Szeretetszolgálat Lelki Rehabilitációs Otthona, Bakonyszücs
- Katolikus Szeretetszolgálat Názáret Otthon, Budapest (Soroksár)
- Katolikus Szeretetszolgálat Szent Mihály Otthon, Ráckeve
- Katolikus Szeretetszolgálat Országos Papi Otthona, Székesfehérvár
- Katolikus Szeretetszolgálat PAX Otthona, Tiszaalpár
- Katolikus Szeretetszolgálat Szent Klára Idősek Otthona, Jászberény
- Katolikus Szeretetszolgálat Szent Vince Otthon, Csákvár
- Katolikus Szeretetszolgálat Szent Vince Családok Átmeneti Otthona, Csákvár
- Katolikus Szeretetszolgálat XXIII. János Otthon, Budapest (Máriaremete)[5]
- Katolikus Szeretetszolgálat XXIII. János Otthon Názáret Ház, Budapest (Máriaremete)
- Katolikus Szeretetszolgálat XXIII. János Otthon Okos Gizella Ház, Budapest (Farkasrét)
- Katolikus Szeretetszolgálat XXIII. János Otthon Szent József Ház, Solymár
- Katolikus Szeretetszolgálat Zárdakert Idősek Otthona, Dabas
- Katolikus Szeretetszolgálat Szent Erzsébet Otthona, Ipolytölgyes
- Katolikus Szeretetszolgálat Szent Lajos Otthon, Lajosmizse
- Katolikus Szeretetszolgálat Szent Ottilia Otthon, Parád
- Katolikus Szeretetszolgálat Szent Vendel Otthon, Jászapáti
- Katolikus Szeretetszolgálat Börzsei Barbara Korai Fejlesztő Központ, Veszprém
- Katolikus Szeretetszolgálat Szent Rafael Mentálhigiénés Lelkigondozó Központ, Budapest
- Katolikus Szeretetszolgálat Hivatásőrző Ház, Leányvár

Szakmai periodikája a Módszertani Futár, mely 2021 ősze óta jellemzően havi rendszerességgel jelenik meg, online olvasható.

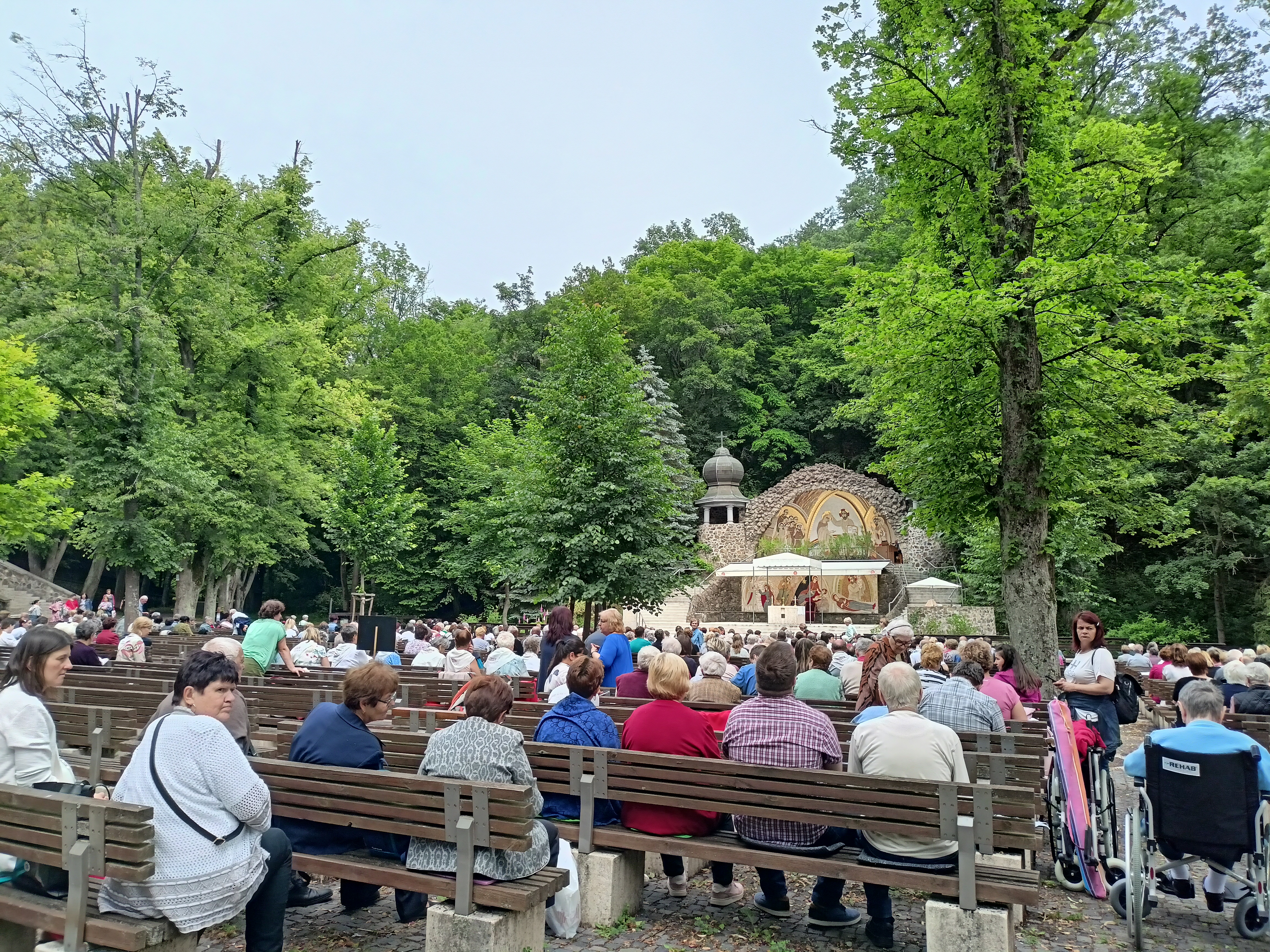
A Szeretetszolgálat közösségének éves zarándoklata Mátraverebély-Szentkúton (2023)

Az utóbbi években az intézményfenntartáson túl nagy hangsúlyt fektet tabusított szociális témák felvállalására is, többek között
- foglalkozik a demenciával élőkkel és családtagjaikkal,[7]
- a természetes gyermekáldás témakörével,[8]
- fiatalok számára indított online és offline közösséget és portált uspace néven,[9]
- ellátja Pest és Nógrád vármegye Területi Szakmatámogatási Rendszerének gesztori feladatait[10]
- és 2024-ben elindította a koraszülöttek ellátását célzó Börzsei Barbara Komplex Korai Intervenciós és Gyermek Mozgásfejlesztő Központot[11] is.

Mottója: "Szívvel, szakértelemmel - a legkisebbektől a legidősebbekig."
Honlapjai: szeretetszolgalat.hu, demencia.hu, cikluskovetes.hu, tszr.hu, uspace.hu.